# Sam Quek
Samantha Ann Quek MBE (Liverpool, 18 de octubre de 1988) es una ex jugadora de hockey sobre césped y presentadora de la televisión inglesa. Jugó como defensora para los equipos de Inglaterra y Gran Bretaña, vistiendo el número 13 del equipo y ganó el oro como parte del equipo británico en los Juegos Olímpicos de Verano de 2016.
Quek ha presentado varios programas deportivos de televisión, incluido fútbol americano en la BBC, rugby union en Channel 5, hockey sobre césped en BT Sport y fútbol en Channel 4 y LFC TV. También ha aparecido como concursante en programas como I'm a Celebrity...Get Me Out of Here! en 2016 y Celebrity Masterchef en 2020, donde llegó a los tres finalistas

## Primeros años
Quek nació el 18 de octubre de 1988 en el Mill Road Hospital, Liverpool, de madre inglesa, Marilyn Quek (de soltera Higgins), y padre de Singapur, Albert Quek. Tiene un hermano gemelo. La familia se trasladó de Coniston Street en Liverpool a West Derby cuando tenía aproximadamente un mes, y a la península de Wirral cuando tenía cinco. Asistió a la escuela primaria Hillside en Wirral durante un año antes de ir a la escuela secundaria Birkenhead y pasar al sexto curso en la escuela primaria Calday Grange en West Kirby. En la Universidad Metropolitana de Leeds, más tarde, se licenció en Ciencias del Deporte.
Comenzó a jugar hockey mientras estaba en la Birkenhead High School y asistió a las pruebas para el equipo Wirral sub-12. Fue seleccionada para jugar para el condado de Wirral en los Juegos Juveniles de Merseyside, y el equipo ganó el torneo. Fue seleccionada nuevamente al año siguiente, cuando el equipo salió victorioso una vez más. Luego se unió al equipo llamado Mini Panthers, donde fue entrenada por el organizador del equipo Peter Cartmel, quien la había seleccionado anteriormente para el equipo del condado de Wirral.

## Carrera

### Hockey
Quek jugó como defensora y representó a los equipos de Inglaterra y Gran Bretaña, vistiendo el número 13. En 2005, formó parte del equipo de Inglaterra que ganó el Torneo de las Cuatro Naciones Femenino (Sub-18) al derrotar a Holanda en los penaltis después de un empate 1-1 en la final. Ganó el oro como parte del equipo de Gran Bretaña para el 2007 Australian Youth Olympic Festival – Women's tournament. También formó parte del equipo que fue subcampeón de Alemania en el Campeonato Juvenil de EuroHockey Femenino de 2006. Ganó su primer partido internacional con Gran Bretaña, a los 19 años y aún en la universidad, en un empate sin goles contra Argentina en 2007. Debutó en Inglaterra al año siguiente.
No fue seleccionada para el equipo de Gran Bretaña para los Juegos Olímpicos de Londres 2012, pero jugó para Inglaterra en el Campeonato de Naciones de EuroHockey Femenino 2013, en la Copa Mundial de Hockey Femenino 2014 (donde el equipo de Inglaterra terminó undécimo de doce, su peor posición en la historia), y en los Juegos de la Commonwealth de 2014, donde el equipo ganó la plata.

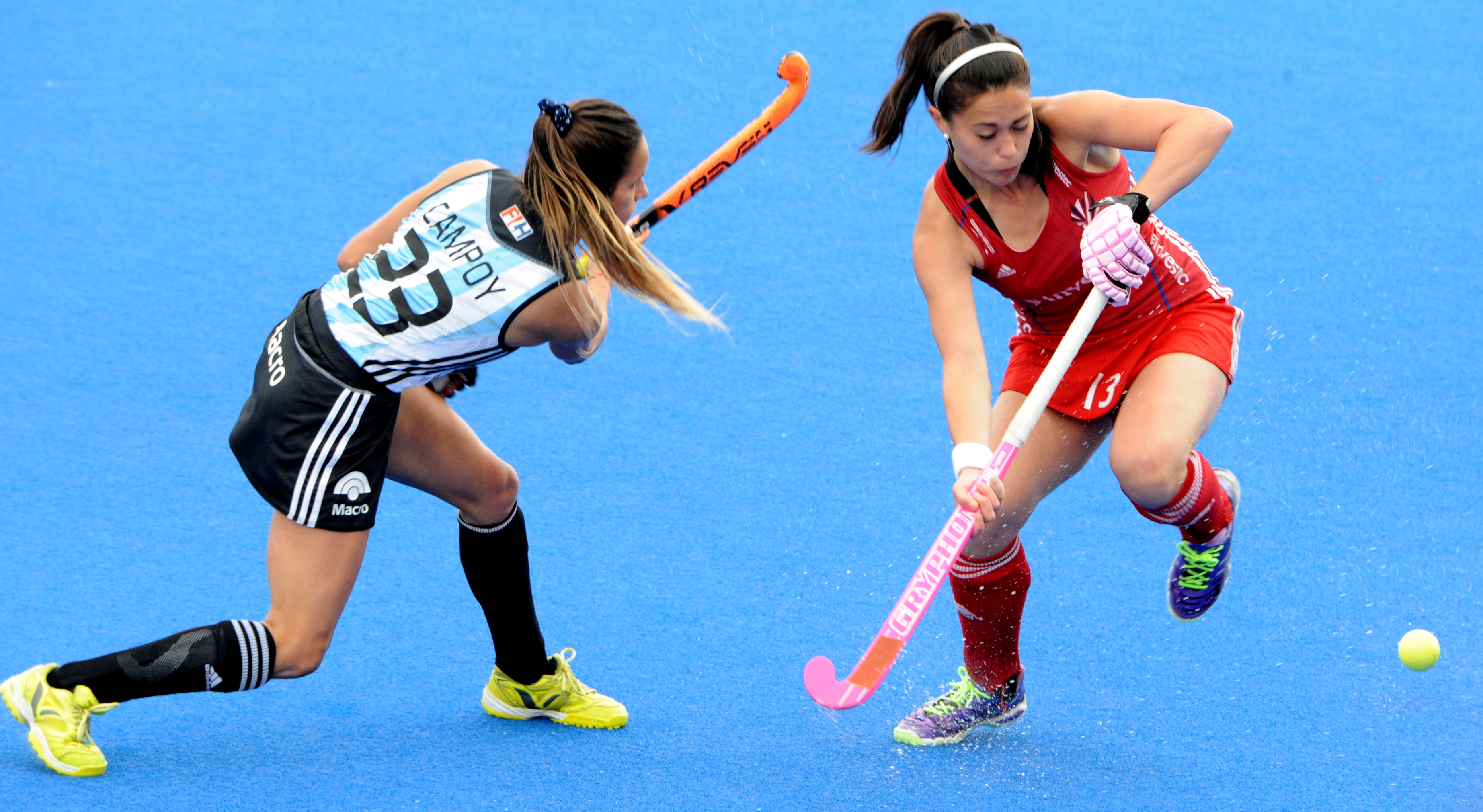
Quek (a la derecha) jugando contra Argentina en 2016

En ausencia de Kate Richardson-Walsh, Quek fue capitán de la selección de Inglaterra durante el Champions Trophy 2014 en Mendoza, Argentina. Jugó todos los partidos del torneo a pesar de que se rompió dos costillas en su juego de apertura. Quek también formó parte del equipo de hockey de Inglaterra que ganó el oro en el Campeonato de Europa en agosto de 2015 en Londres. Ganó el Man of the Match en la final contra Holanda, los campeones mundiales y olímpicos en ese momento.
En agosto de 2016, compitió en los Juegos Olímpicos de Río. En la fase de grupos, el equipo ganó los cinco partidos, derrotando a Australia 2-1, India 3-0, Argentina 3-2, Japón 2-0 y Estados Unidos 2-1. Una victoria por 3-1 en cuartos de final sobre España y una derrota por 3-0 de Nueva Zelanda llevaron a Gran Bretaña a la final. El equipo derrotó a los Países Bajos en los penaltis después de un empate 3-3, ganando la primera medalla de oro de hockey femenino en los Juegos Olímpicos de Gran Bretaña. Quek ganó su 50° partido internacional con Gran Bretaña durante la competición, lo que la llevó a más de 125 combinados para Inglaterra y Gran Bretaña.
En septiembre de 2016, un grupo de piratas informáticos rusos que se llamaban a sí mismos "Fancy Bear" piratearon la base de datos de la Agencia Mundial Antidopaje (AMA) y revelaron que a Quek, junto con muchos de sus compañeros miembros del equipo, se le había otorgado una Exención de uso terapéutico (AUT) para varias recetas médicas. Su TUE se relacionó específicamente con el uso de un inhalador en 2008, cuando era una adolescente. Ella respondió a la filtración, afirmando que no solo había operado dentro de todas las pautas deportivas, sino que estaba principalmente preocupada de que la naturaleza de estos trucos pudiera estigmatizar el uso futuro de las AUT en detrimento de los futuros atletas, describiendo las AUT como "potencialmente de vida -prácticas de ahorro".

### Fútbol
Quek firmó con el club de fútbol Tranmere Rovers FC como junior. En una entrevista con The Guardian comentó que tuvo que tomar la decisión a la edad de 16 años entre seguir una carrera profesional en el hockey o el fútbol, ya que dividir su tiempo entre los dos deportes estaba obstaculizando su progreso en los dos. Eligió seguir una carrera en el hockey. El 23 de marzo de 2018, Quek fue seleccionada para jugar en un equipo All-Stars contra FA People's Cup para recaudar fondos para Sport Relief. Su manager Vicky Jepson le ofreció una prueba en con el equipo de la Superliga Femenina de Liverpool Ladies FA, pero no aceptó la oferta en abril de 2020.

### Apariciones en medios y trabajo actual
En mayo de 2016, Quek apareció con su marido Tom Mairs en el programa de juegos de BBC One For What It's Worth, donde ganaron el premio mayor del programa de £ 2,500. Unos meses después, en noviembre, participó en la decimosexta temporada de I'm a Celebrity...Get Me Out of Here! Llegó a los cuatro finalistas antes de ser eliminada en el penúltimo día y terminar en cuarto lugar. En marzo de 2017, fue invitada al programa de juegos de paneles deportivos de ITV Play to the Whistle y A Question of Sport de la BBC. También participó en una edición de celebridades de The Chase y apareció junto a Greg Rusedski en la Serie 11 de Pointless Celebrities.
Quek ha sido presentadora en programas deportivos como The NFL Show, rugby union en Channel 5, hockey sobre césped en BT Sport, y fútbol para Channel 4 y LFC TV. En 2017, se convirtió en columnista de deportes para el periódico Metro y en 2018 escribió un artículo para la BBC sobre los desafíos que enfrentan las mujeres en la imagen que los medios de comunicación hacen de las atletas dentro y fuera del campo. También se convirtió en columnista deportiva semanal del periódico Daily Mirror. En agosto de 2019, comenzó a presentar el programa insignia de fútbol de la BBC, 606, con el especialista habitual Robbie Savage.
En julio de 2021, se confirmó que Quek se convertiría en capitán del equipo en el programa de larga duración A Question of Sport. Su nombramiento fue parte de un cambio en la alineación del programa que vio a Paddy McGuinness asumir el cargo como presentadora y Quek se convirtió en la primera capitana permanente del programa junto con el exjugador de rugby Ugo Monye.
En julio y agosto de 2021, Quek también fue copresentadora del programa matutino del desayuno olímpico de la BBC, que cubría los Juegos Olímpicos de Tokio junto a Dan Walker.
En agosto de 2024, fue anunciada como una de las celebridades participantes de la vigesimosegunda temporada de Strictly Come Dancing. Formó pareja con el bailarín profesional Nikita Kuzmin. Fueron eliminados en la séptima semana de la competencia y quedaron en el décimo puesto.

## Vida personal
Quek está casada con Tom Mairs, un empresario inmobiliario. Es aficionada del Liverpool FC y cuenta con su exdelantero Ian Rush como uno de sus héroes deportivos. También es fanática de los Kansas City Chiefs. Recibió un MBE en la Lista de Honores de Año Nuevo de 2017 por sus servicios al hockey. Publicó su autobiografía Sam Quek: Hope and a Hockey Stick en 2018. En mayo de 2020, la Autoridad de Normas de Publicidad advirtió a Quek por segunda vez sobre la promoción de un negocio en Twitter sin anunciar que la empresa le estaba pagando.
En marzo de 2021, Quek fue madre de una niña, Molly Doris Mairs. En octubre de 2021 se hizo público que estaba embarazada por segunda vez. En marzo de 2022 nació su segundo hijo.